# Comuna Leordina, Maramureș
Leordina (în maghiară: Leordina) este o comună în județul Maramureș, Transilvania, România, formată numai din satul de reședință cu același nume. Prima mențiune documentară este din 21 aprilie 1411.

## Demografie
Componența etnică a comunei Leordina
     Români (95,49%)
     Alte etnii (0,82%)
     Necunoscută (3,68%)
Componența confesională a comunei Leordina
     Ortodocși (82,96%)
     Adventiști (9,54%)
     Penticostali (3,12%)
     Alte religii (0,61%)
     Necunoscută (3,77%)
Conform recensământului efectuat în 2021, populația comunei Leordina se ridică la 2.307 locuitori, în scădere față de recensământul anterior din 2011, când fuseseră înregistrați 2.547 de locuitori. Majoritatea locuitorilor sunt români (95,49%), iar pentru 3,68% nu se cunoaște apartenența etnică. Din punct de vedere confesional, majoritatea locuitorilor sunt ortodocși (82,96%), cu minorități de adventiști (9,54%) și penticostali (3,12%), iar pentru 3,77% nu se cunoaște apartenența confesională.

## Politică și administrație
Comuna Leordina este administrată de un primar și un consiliu local compus din 11 consilieri. Primarul, Ioan Nistor[*], de la Partidul Social Democrat, este în funcție din octombrie 2020. Începând cu alegerile locale din 2024, consiliul local are următoarea componență pe partide politice:
|  | Partid                          | Consilieri | Componența Consiliului | Componența Consiliului | Componența Consiliului | Componența Consiliului |
|  | ------------------------------- | ---------- | ---------------------- | ---------------------- | ---------------------- | ---------------------- |
|  | Partidul Social Democrat        | 4          |                        |                        |                        |                        |
|  | Partidul Național Liberal       | 2          |                        |                        |                        |                        |
|  | Partidul Mișcarea Populară      | 2          |                        |                        |                        |                        |
|  | Alianța pentru Unirea Românilor | 1          |                        |                        |                        |                        |
|  | Uniunea Salvați România         | 1          |                        |                        |                        |                        |
|  | Partidul Patrioților            | 1          |                        |                        |                        |                        |